# یواس‌اس وبر (دی‌ئی-۶۷۵)
یواس‌اس وبر (دی‌ئی-۶۷۵) (به انگلیسی: USS Weber (DE-675)) یک کشتی بود که طول آن ۳۰۶ فوت ۰ اینچ (۹۳٫۲۷ متر) بود. این کشتی در سال ۱۹۴۳ ساخته شد.